# Хоторн (Калифорния)
Хоторн (англ. Hawthorne) — город в округе Лос-Анджелес в штате Калифорния в Соединённых Штатах Америки.
Согласно данным переписи населения США 2020 года, число жителей города 
составляло 88 083 человека, что для такого небольшого населённого пункта существенно больше (+ 4.5%), чем было во время предыдущей переписи, проводившейся в 2010 году (84 293 человека).

## История
Когда-то территория, где сейчас построен Хоторн, была частью Ранчо Саусал Редондо Rancho Sausal Redondo, мексиканского земельного гранта площадью 22 458 акров (91 км2), предоставленного в 1837 году Антонио Игнасио Авиле мексиканским губернатором Верхней Калифорнии Хуаном Батистой Альварадо. Ранчо охватывало территорию нескольких нынешних калифорнийских сообществ, включая, помимо Хоторна, Плайя-дель-Рей, Эль-Сегундо, Манхаттан-Бич, Лондейл, Эрмоса-Бич, Инглвуд и Редондо-Бич.
Поселение было основано в 1905 году «Hawthorne Improvement Company» застройщиками Б. Л. Хардингом и Х. Д. Ломбардом. Дочь Хардинга родилась 4 июля в День независимости США, как и писатель Новой Англии Натаниэль Хоторн, и было принято решение назвать небольшое сообщество в его честь.
Когда-то Хоторн был поселением «только для белых», его обычно называли, как и все города такого рода, «город заката»; это означало, что Афроамериканцы должны были покинуть Хоторн к закату. Об этом, вплоть до 1940-х годов, предупреждали специальные знаки.
В 2010 году город оказался в зоне землетрясения, эпицентр которого находился к западу от Эрмоса-Бич.
С 2017 по 2018 год в городе велось строительство тестового тоннеля Boring Company. Согласно заявлениям Илона Маска, в будущем по подобной технологии можно будет бурить тоннели на Марсе.

## География
С трёх сторон Хоторн окружает некорпоративное сообщество Дель-Айр.
Город находится в пяти милях (8 км) от международного аэропорта Лос-Анджелеса.
Согласно данным Бюро переписи населения США, общая площадь города составляет 15,77 км² и почти вся эта территория приходится на сушу.